# Denis Sassou-Nguesso

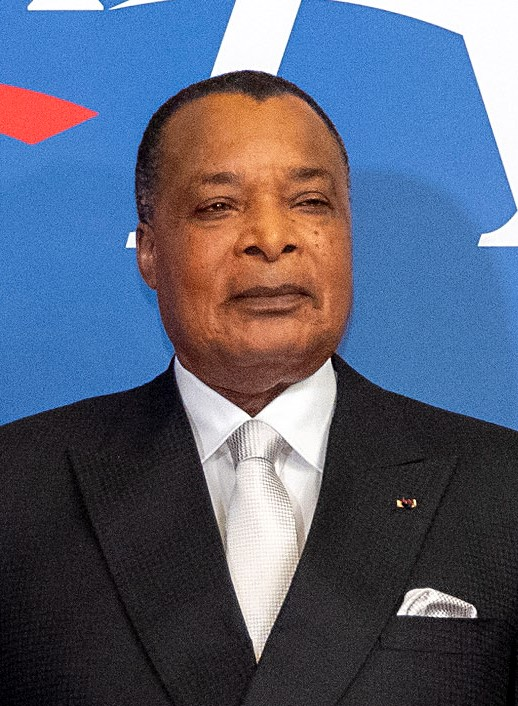
Denis Sassou-Nguesso (2024)

Denis Sassou-Nguesso [dəˈni sasungɛˈso] (* 23. November 1943 in Edou, Bezirk Oyo, Gebiet Mittelkongo, Französisch-Äquatorialafrika) ist ein kongolesischer Offizier und Politiker. Er ist seit 1997 Präsident der Republik Kongo. Zuvor war er bereits von 1979 bis 1992 Präsident der Volksrepublik Kongo.

## Frühe Jahre
Sassou-Nguesso gehört zur Volksgruppe der Mbochi. Er trat 1960, kurz vor der Unabhängigkeit des Landes, der Armee bei. In der Folge erhielt er eine militärische Ausbildung in Algerien und in Saint-Maixent-l’École, Frankreich, bevor er einer Eliteeinheit zugeteilt wurde.

## Frühe politische Laufbahn
Sassou-Nguesso unterstützte die Opposition gegen den Präsidenten Fulbert Youlou und nahm 1968 an einem Putsch des Militärs teil, der Marien Ngouabi an die Macht brachte. Sassou-Nguesso war im Dezember 1969 ein Gründungsmitglied der Parti Congolais du Travail (PCT).
1970 wurde Sassou-Nguesso Direktor für Sicherheit und Minister im neuen Präsidentschaftsrat. Als Ngouabi ermordet wurde, spielte Sassou-Nguesso eine Schlüsselrolle in der Machterhaltung und führte kurz den Militärausschuss der Partei Comité Militaire du Parti (CMP) an, der den Staat kontrollierte, bis sein Nachfolger Oberst Joachim Yhombi-Opango dies übernahm. Sassou-Nguesso wurde dafür mit der Ernennung zum Oberst und zum Vizepräsidenten des CMP ausgezeichnet. Er blieb Vizepräsident bis zum 5. Februar 1979, als Yhomby-Opango gezwungen wurde, wegen Korruptionsvorwürfen zurückzutreten.

## Präsidentschaft 1979–1992
Am 8. Februar 1979 wählte das CMP Sassou-Nguesso als neuen Präsidenten, und der dritte außerordentliche Kongress der PCT bestätigte seine Position.
Sassou-Nguesso überraschte viele Beobachter, die in ihm nur einen Militär gesehen hatten, durch seine Einstellung zum Marxismus und seine pragmatische Politik. Er verhandelte mit dem IWF über Kredite und erlaubte ausländischen Investoren aus Frankreich und den USA, Öl und andere Bodenschätze zu fördern. Auch reiste er 1981 nach Moskau, um einen 20-jährigen Freundschaftsvertrag mit Leonid Breschnew zu unterzeichnen.
Er wurde 1984 als Präsident vom Kongress der PCT für weitere 5 Jahre gewählt. Er war von 1986 bis 1987 Präsident der Organisation für Afrikanische Einheit. Ende 1987 bewältigte er mit französischer Hilfe eine Militärrevolte im Norden des Landes.

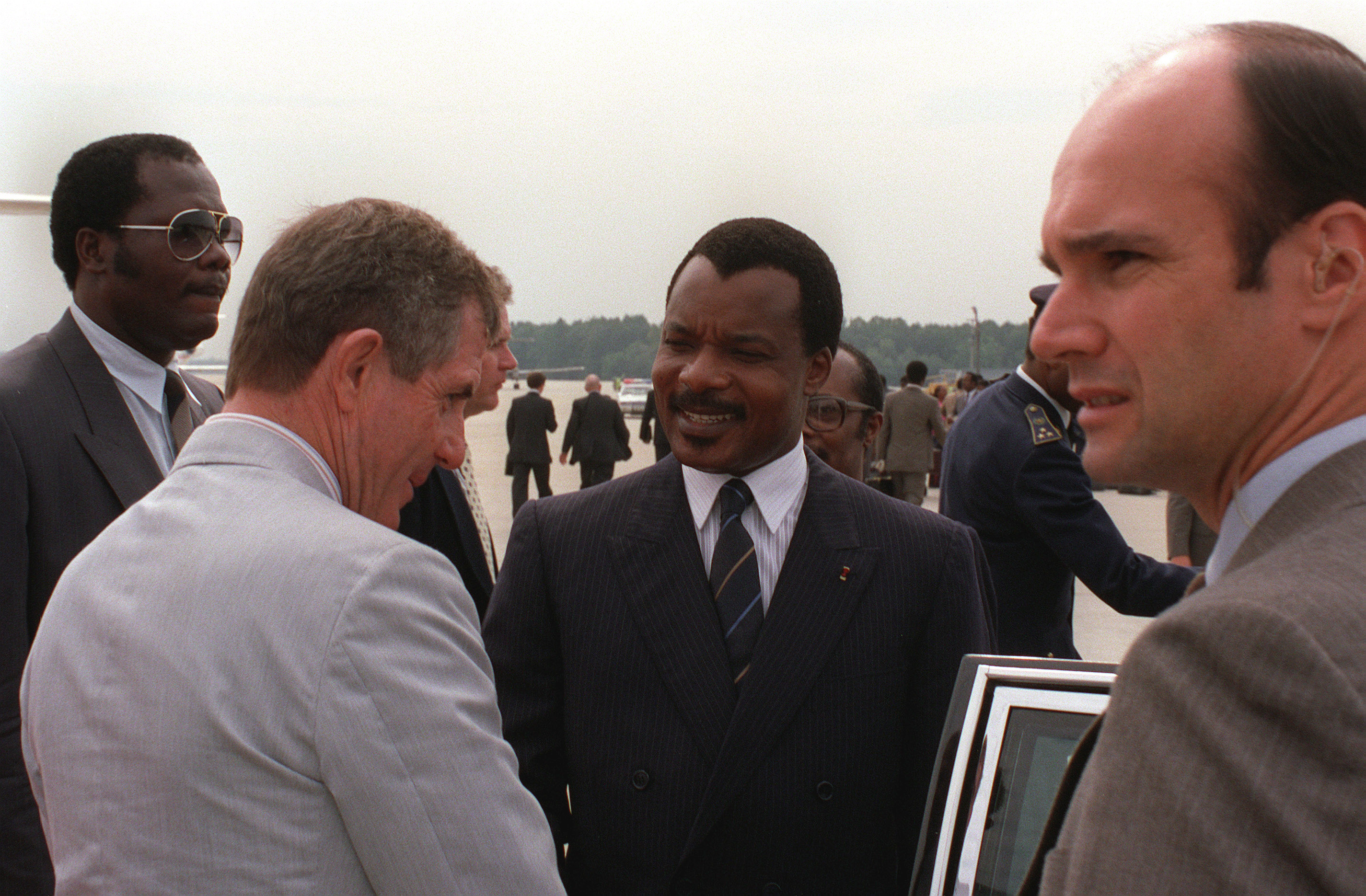
Sassou-Nguesso in den Vereinigten Staaten, 1986

Sassou-Nguesso begann unter dem Druck Frankreichs und des Zusammenbruchs des Ostblocks einen Demokratisierungsprozess. Im Dezember 1989 gab er die Beendigung der wirtschaftlichen Kontrollen durch den Staat und eine teilweise Amnestie für politische Gefangene bekannt. Im folgenden Jahr versuchte er die schlechter werdende ökonomische Situation zu verbessern und die Korruption einzudämmen. Seit August 1990 sind andere politische Parteien als die PCT erlaubt, und Sassou-Nguesso besuchte die USA und legte den Grundstein für weitere IWF-Kredite. Ab dem 8. Juni 1991 lag bis zu den Wahlen 1992 die tatsächliche Macht beim neuen Premierminister André Milongo als Chef einer Übergangsregierung.
Bei den Wahlen 1992 gewann die PCT nur 19 der 125 Sitze in der Nationalversammlung, die Union panafricaine pour la démocratie sociale (UPADS) war die Partei mit den meisten Stimmen. Eine andere starke Macht war der Mouvement Congolais pour la démocratie et le développement intégral (MCDDI). Die Präsidentschaftswahlen im August waren ein Zweikampf zwischen Pascal Lissouba (UPADS) und Bernard Kolelas (MCDDI). Diesen gewann Lissouba im zweiten Wahlgang mit 61 %. Sassou-Nguesso schied schon im ersten Wahlgang mit nur 17 % der Wählerstimmen aus.

## Exil
Der Amtsantritt von Lissouba war von Anschuldigungen wegen Wahlmanipulation überschattet, und durch Unterdrückung versuchte er seine Macht zu erhalten. Von November 1993 bis zum Ende des Jahres starben mindestens 1.500 Menschen bei Kämpfen zwischen den Sympathisanten Kolelas und Lissouba. 1994 verließ Sassou-Nguesso Kongo in Richtung Paris. Erst drei Jahre später, 1997 kam das ehemalige Staatsoberhaupt zurück, um im Juli selbigen Jahres bei den Präsidentschaftswahlen zu kandidieren.
Am 5. Juni 1997 umstellte die Armee im Auftrag des amtierenden Präsidenten Lissouba das Anwesen Sassou-Nguessos in Brazzaville. Sassou-Nguessos Milizen widersetzten sich der Armee, und ein größerer Konflikt begann. Sassou-Nguesso bekam Unterstützung aus Angola und übernahm vom 11. bis 14. Oktober durch seine Truppen die Herrschaft in Brazzaville. Lissouba floh, und Sassou-Nguesso wurde am 25. Oktober 1997 zum Präsidenten erklärt.

## Weitere Amtszeiten seit 1997
Sassou-Nguesso versuchte, das Land zurück zur Demokratie zu führen, und begann 1998 einen dreijährigen Umformungsprozess, aber wiederaufflammende Kämpfe mit Oppositionsgruppen beendeten diese Bemühungen. Nach Friedensverhandlungen im Jahre 1999 wurden Wahlen für 2002 angesetzt, obwohl nicht alle Rebellenorganisationen das Übereinkommen unterschrieben. Am 10. März gewann Sassou-Nguesso mit über 90 % der Stimmen. Seine beiden größten politischen Gegner, Lissouba und Kolelas, durften nicht an der Wahl teilnehmen, und der einzige verbliebene ernst zu nehmende Rivale André Milongo rief seine Unterstützer auf, die Wahl zu boykottieren, und schied aus der Wahl aus. Eine neue Verfassung wurde im Januar 2002 verabschiedet, die den Präsidenten mit neuen Kompetenzen ausstattete, seine Amtszeit auf sieben Jahre verlängerte und ein Zweikammernparlament enthielt.
Vom 24. Januar 2006 bis Januar 2007 war Sassou-Nguesso Präsident der Afrikanischen Union.
Bei den Präsidentenwahlen am 12. Juli 2009 wurde Sassou-Nguesso mit einem Stimmenanteil von 78,6 % im Amt bestätigt. Er galt bereits im Vorfeld als sicherer Wahlsieger. Führende Oppositionelle hatten zu einem Boykott des Wahlgangs aufgerufen und warfen dem Machthaber Wahlmanipulationen vor. Auch Beobachter der Europäischen Union berichteten von Unregelmäßigkeiten bei den Wählerlisten, wohingegen die Afrikanische Union von einem freien und fairen Ablauf der Präsidentenwahlen sprach.
Am 25. Oktober 2015 ließ Sassou-Nguesso ein Verfassungsreferendum abhalten, um die in der Verfassung vorgesehene Beschränkung des Präsidentenamtes auf zwei Amtsperioden abzuschaffen. Das Verfassungsreferendum wurde angenommen, so dass Sassou-Nguesso 2016 zu den Präsidentenwahlen antreten konnte. Dabei wurde er im ersten Wahlgang mit 60 % der Stimmen im Amt bestätigt. Die Gegenkandidaten sprachen allerdings von massiven Wahlmanipulationen, akzeptierten das Ergebnis aber trotzdem.
Bei den Präsidentschaftswahlen am 21. März 2021 wurde Sassou-Nguessou mit 88,4 % der Stimmen wiedergewählt.

## Verfahren
Im Dezember 2001 erstattete die Nichtregierungsorganisation FIDH in Frankreich gegen Denis Sassou-Nguesso auf der Grundlage des Weltrechtsprinzips Strafanzeige wegen Folter, Verschwindenlassens von Menschen und Verbrechen gegen die Menschlichkeit in Brazzaville im Mai 1999. Im November 2004 wurde das Verfahren allgemein annulliert. Nach Einspruch der FIDH wurde der Entscheid für die Unzuständigkeit vom obersten französischen Kassationshof im Januar 2007 aufgehoben. Weitere Untersuchungen laufen.

## Orden und Ehrenzeichen
Am 21. März 2010 wurde Sassou-Nguesso der höchste Orden der Republik Namibia im Rahmen des 20-jährigen namibischen Unabhängigkeitstages verliehen. Er nahm den Welwitschia-Mirabilis-Orden 1. Klasse persönlich entgegen.